# 苑川郡
苑川郡，中国十六国时设置的郡。
西秦建义二年（386年）乞伏国仁在勇士护军置苑川郡，治所在苑川城（今甘肃省榆中县东北）。属秦州，为西秦国都。建义四年（388年），乞伏国仁去世，乞伏归即位，迁都金城（今甘肃省兰州市）。太初八年（395年），迁都西城（今甘肃省靖远县）。太初十三年（400年），西城南景门崩塌，乞伏乾归迁都苑川。后秦灭西秦，苑川郡入后秦，一度改为苑川护军。更始元年（409年）西秦复国后，收复苑川郡，依然以苑川为都城。更始四年（412年），乞伏乾归迁都谭郊。同年，乞伏炽磐继位后，迁都枹罕。直至西秦灭亡。建弘七年（426年）夏国夺取苑川，属河州。胜光四年（431年）夏国灭亡后，苑川郡被废除。